# Mütter, Väter und Täter
Mütter, Väter und Täter. Essays. ist ein Buch der US-amerikanischen Schriftstellerin Siri Hustvedt, das im Februar 2023 auf Deutsch im Rowohlt Verlag erschienen ist. Im Original heißt es Mothers, Fathers, and Others und erschien 2022 bei Simon & Schuster in New York City. Das Buch enthält 20 Essays und Reden aus den Jahren 2017 bis 2020, ein Literaturverzeichnis und einen Überblick zu Erstveröffentlichungen der Beiträge, Vortragsdaten und sonstigen Quellen.

## Zitate
- „Könnten Männer sich nur allein fortpflanzen, wie viele Qualen des Lebens wären behoben!“ (Seite 347, in Was will der Mann?, 2019, über Frauenfeindlichkeit)
- „Ich habe das Unbekannte immer für ebenso wichtig gehalten wie das Bekannte, weil es verhindert, dass Gewissheit zum Dogma wird.“ Seite 351 in Was will der Mann?, 2019, über Misogynie.
- „Es wird immer irgendwo ein Durcheinander geben, und die Wahrheit ist, dass wir das Durcheinander brauchen, damit wir nicht nachlassen zu fragen, warum die Dinge so sind, wie sie sind, und wie sie anders sein könnten.“ Seite 126, in: Offene Grenzen: Erzählungen einer intellektuellen Vagabundin, 2019, über Grenzen von Wissenschaften, Staaten und Gruppen

## Rezeption
Im NDR bespricht Lisa Kreißler das Buch und stellt fest, dass die Autorin im Buch mit „der Gelassenheit einer sehr klugen Frau ... neue Perspektiven auf Dinge (entwirft), die wir längst zu verstehen glaubten.“.
Elke Schmitter kommt im SWR zum Schluss: „Es stimmt nicht heiter, diese Hustvedt zu lesen. Doch es klärt ... den Kopf und die Realität. Der Feminismus, das macht Hustvedt so zwingend wie schmerzlich klar, hat immer noch sehr viel mehr vor als hinter sich.“

## Deutsche Ausgabe
- Siri Hustvedt: Mütter, Väter und Täter. Essays. Übersetzt von Uli Aumüller, Grete Osterwald. Rowohlt, Hamburg 2023, ISBN 978-3-498-00274-9.